# Dome A
Dome A neboli Dome Argus je náhorní plošina ve vnitrozemí Východní Antarktidy, dlouhá 60 km a široká 10 km, nacházející se 1200 km od nejbližšího pobřeží. Leží na území oficiálně neuznávaného nároku nazývaného Australské antarktické území. Ledový příkrov zde dosahuje největší nadmořské výšky na kontinentu: až 4093 metrů. Více než dva kilometry pod povrchem ledu se nachází Gamburcevovo pohoří. Scottův polární výzkumný ústav oblast pojmenoval Dome Argus podle mytické lodi Argó. 
Na okraji plošiny se nachází čínská polární stanice Kchun-lun, která je v provozu pouze v letních měsících. Číňané zde také zřídili automatizovanou meteorologickou stanici. Družicovým měřením byla v oblasti 10. srpna 2010 naměřena teplota zemského povrchu −93,2 °C, což je absolutní teplotní rekord. Zatímco ve 2 m nad zemí bylo změřeno −94 °C, přímo na zemi může být i −98 °C. Dome A je také jedním z nejsušších míst na zeměkouli, průměrné roční srážky zde nepřesahují 10 milimetrů.